# Francesca Ferlaino
Francesca Ferlaino (Napoli, 23 dicembre 1977) è una fisica italiana, esperta di fisica quantistica.

## Biografia
Figlia del dirigente sportivo Corrado Ferlaino, ha conseguito la laurea magistrale (2000) in fisica presso l'Università degli Studi di Napoli Federico II e il dottorato di ricerca in fisica (2004) presso l'Università di Firenze con la tesi "Atomic Fermi gases in an optical lattice". Dal 2014 insegna all'Università di Innsbruck ed è la prima donna a dirigere l'Istituto per l'Ottica Quantistica e l'Informazione Quantistica (IQOQI) dell'Accademia austriaca delle scienze.
La ricerca di Ferlaino si concentra su gas quantistici ultrafreddi, permettendo un controllo preciso delle interazioni e degli stati quantistici degli atomi, al fine di esplorare fenomeni fisici complessi e di creare stati esotici della materia come gas dipolari di atomi magnetici e molecole polari ultrafredde.

## Riconoscimenti
- Nel 2009 ha ricevuto il START Award [5].

- Nel 2017 ha ricevuto il Premio Feltrinelli Giovani per la fisica[6].

- Nel 2017 le è stato assegnato il premio Erwin Schrödinger [7].

- Nel 2015 ha ricevuto l'Ignaz L. Lieben Prize [8].

- Nel 2019 le è stato assegnato l'Junior BEC Award [9].

- Nel 2019 ha ricevuto il Cécile Dewitt-Morette award [10].

- Nel 2021 ha vinto l'Innitzer Prize [11].

- Nel 2023 le è stato assegnato il Premio Grete Rehor Staatspreis, Università di Innsbruck, assegnato per il progetto "Atom*innen", atto a promuovere la parità di genere in ambito STEM[2].